# Brian Donlevy
Waldo Brian Donlevy (Portadown, 9 febbraio 1901 – Los Angeles, 5 aprile 1972) è stato un attore statunitense.

## Biografia
A dieci mesi Donlevy si trasferì con la famiglia dalla natia Irlanda a Racine (Wisconsin), poi a Cleveland (Ohio), dove trascorse infanzia e adolescenza. Nel 1916, mentendo sulla propria età, si arruolò per partecipare alla spedizione punitiva contro il rivoluzionario Pancho Villa, un'operazione militare in Messico guidata dal generale statunitense John Pershing. Durante la prima guerra mondiale combatté come pilota della Squadriglia Lafayette, un'unità delle forze aeree francesi in cui erano arruolati piloti statunitensi e canadesi.
All'inizio degli anni venti divenne attore teatrale e arrivò a Hollywood nell'ultimo periodo del cinema muto, comparendo in Monsieur Beaucaire (1924), con Rodolfo Valentino. Il successo giunse con La costa dei barbari (1935) di Howard Hawks, dove si distinse come Knuckles, un cattivo dall'ampio mantello nero. Fu l'inizio di una carriera da comprimario ma ricca di prestigiose occasioni in cui poté dimostrare il proprio talento drammatico. Grazie al ruolo del sadico Markoff, sergente della Legione straniera e antagonista di Gary Cooper e Ray Milland in Beau Geste (1939) di William A. Wellman, Donlevy fu candidato all'Oscar quale miglior attore non protagonista.
Fu un affascinante mascalzone anche in commedie, genere in cui ottenne il suo massimo successo grazie a Preston Sturges, che lo diresse nel ruolo di Dan McGinty, protagonista del satirico Il grande McGinty (1940), personaggio che Donlevy riprese quattro anni più tardi nella commedia Il miracolo del villaggio (1944). Interpretazione di rilievo fu quella di Frantisek Svoboda, il medico attentatore nel thriller bellico Anche i boia muoiono (1943) di Fritz Lang, e quella del procuratore Louis D'Angelo nel noir Il bacio della morte (1947), con  Victor Mature e Richard Widmark.
Verso la fine degli anni quaranta iniziò il declino, e comparve in western a basso costo come I predoni del Kansas (1950), L'assalto delle frecce rosse (1951) e La valle dei bruti (1952). Donlevy si rilanciò nel 1955, nel ruolo dell'inflessibile scienziato Bernard Quatermass nel film L'astronave atomica del dottor Quatermass di Val Guest, pellicola con cui la britannica Hammer Film Productions inaugurò un ciclo fantascientifico tratto da The Quatermass Experiment, un serial televisivo della BBC. La pellicola ebbe un enorme successo in Inghilterra e negli Stati Uniti, e Donlevy fu ancora Quatermass nel successivo I vampiri dello spazio (1957).
Fu attivo negli anni sessanta, alternando cinema, show televisivi e serie popolari: Gli uomini della prateria (1959), Perry Mason (1966) e Tre nipoti e un maggiordomo (1967). Da ricordare il suo Henri Delambre in un altro horror fantascientifico britannico, La maledizione della mosca (1965), terzo capitolo di una saga iniziata con L'esperimento del dottor K. (1958) e La vendetta del dottor K. (1959).

## Vita privata
Dopo il primo matrimonio con Yvonne Grey (1928-1936), Donlevy si risposò nel 1936 con l'attrice e cantante Marjorie Lane, da cui ebbe la figlia Judy. Divorziato nel 1938, sposò nel 1966 Lillian Arch (ex moglie di Bela Lugosi). Il matrimonio durò fino alla morte di Donlevy, il 5 aprile 1972, per un cancro all'esofago.

## Filmografia

### Cinema
- Damaged Hearts, regia di T. Hayes Hunter (1924)
- Monsieur Beaucaire, regia di Sidney Olcott (1924)
- The Eve of the Revolution, regia di Kenneth S. Webb (1924)
- School for Wives, regia di Victor Halperin (1925)
- A Man of Quality, regia di Wesley Ruggles (1926)
- Gentlemen of the Press, regia di Millard Webb (1929) (non accreditato)
- Mother's Boy, regia di Bradley Barker (1929)
- A Modern Cinderella, regia di Roy Mack (1932)
- La costa dei barbari (Barbary Coast), regia di Howard Hawks (1935)
- Fuggiasca (Mary Burns, Fugitive), regia di William K. Howard (1935)
- Another Face, regia di Christy Cabanne (1935)
- Coniglio o leone? (Strike Me Pink), regia di Norman Taurog (1936)
- Volo nella bufera (Thirteen Hours by Air), regia di Mitchell Leisen (1936)
- Human Cargo, regia di Allan Dwan (1936)
- Half Angel, regia di Sidney Lanfield (1936)
- High Tension, regia di Allan Dwan (1936)
- 36 Hours to Kill, regia di Eugene Forde (1936)
- Un dramma sull'oceano (Crack-Up), regia di Malcolm St. Clair (1936)
- L'incendio di Chicago (In Old Chicago), regia di Henry King (1937)
- Midnight Taxi, regia di Eugene Forde (1937)
- Sigillo segreto (This Is My Affair), regia di William A. Seiter (1937)
- Born Reckless, regia di Malcolm St. Clair (1937)
- Battle of Broadway, regia di George Marshall (1938)
- We're Going to Be Rich, regia di Monty Banks (1938)
- Sharpshooters, regia di James Tinling (1938)
- Jess il bandito (Jesse James), regia di Henry King (1939)
- Il primo ribelle (Allegheny Uprising), regia di William A. Seiter (1939)
- Beau Geste, regia di William A. Wellman (1939)
- La via dei giganti (Union Pacific), regia di Cecil B. DeMille (1939)
- Behind Prison Gates, regia di Charles Barton (1939)
- Partita d'azzardo (Destry Rides Again), regia di George Marshall (1939)
- Il grande McGinty (The Great McGinty), regia di Preston Sturges (1940)
- La grande missione (Brigham Young), regia di Henry Hathaway (1940)
- La vendetta dei Dalton (When the Daltons Rode), regia di George Marshall (1940)
- I cavalieri del cielo (I Wanted Wings), regia di Mitchell Leisen (1941)
- Terra selvaggia (Billy the Kid), regia di David Miller (1941)
- La porta d'oro (Hold Back the Dawn), regia di Mitchell Leisen (1941) (non accreditato)
- A sud di Tahiti (South of Tahiti), regia di George Waggner (1941)
- Birth of the Blues, regia di Victor Schertzinger (1941)
- The Remarkable Andrew, regia di Stuart Heisler (1942)
- Two Yanks in Trinidad, regia di Gregory Ratoff (1942)
- Io la difendo (A Gentleman After Dark), regia di Edwin L. Marin (1942)
- L'ispiratrice (The Great Man's Lady), regia di William A. Wellman (1942)
- L'isola della gloria (Wake Island), regia di John Farrow (1942)
- La chiave di vetro (The Glass Key), regia di Stuart Heisler (1942)
- Incubo (Nightmare), regia di Tim Whelan (1942)
- Forzate il blocco (Stand by for Action), regia di Robert Z. Leonard (1942)
- Anche i boia muoiono (Hangmen Also Die!), regia di Fritz Lang (1943)
- Il miracolo del villaggio (The Miracle of Morgan's Creek), regia di Preston Sturges (1944)
- L'uomo venuto da lontano (An American Romance), regia di King Vidor (1944)
- I forzati del mare (Two Years Before the Mast), regia di John Farrow (1946)
- I conquistatori (Canyon Passage), regia di Jacques Tourneur (1946)
- Il virginiano (The Virginian), regia di Stuart Gilmore (1946)
- Our Hearts Were Growing Up, regia di William D. Russell (1946)
- La morte è discesa a Hiroshima (The Beginning or the End), regia di Norman Taurog (1946)
- Scheherazade (Song of Scheherazade), regia di Walter Reisch (1947)
- Il bacio della morte (Kiss of Death), regia di Henry Hathaway (1947)
- The Trouble with Women, regia di Sidney Lanfield (1947)
- Solo il cielo lo sa (Heaven Only Knows), regia di Albert S. Rogell (1947)
- Pugno di ferro (Killer McCoy), regia di Roy Rowland (1947)
- Un sudista del Nord (A Southern Yankee), regia di Edward Sedgwick (1948)
- Suprema decisione (Command Decision), regia di Sam Wood (1948)
- La donna ombra (The Lucky Stiff), regia di Lewis R. Foster (1949)
- Ho ritrovato la vita (Impact), regia di Arthur Lubin (1949)
- Jack il ricattatore (Shakedown), regia di Joseph Pevney (1950)
- I predoni del Kansas (Kansas Raiders), regia di Ray Enright (1950)
- La legge del mare (Fighting Coast Guard), regia di Joseph Kane (1951)
- L'assalto delle frecce rosse (Slaughter Trail), regia di Irving Allen (1951)
- Missione pericolosa (Dangerous Assignment) - serie TV, 39 episodi (1951-1952)
- L'impero dei gangster (Hoodlum Empire), regia di Joseph Kane (1952)
- La valle dei bruti (Ride the Man Down), regia di Joseph Kane (1952)
- La donna che volevano linciare (Woman They Almost Lynched), regia di Allan Dwan (1953)
- La polizia bussa alla porta (The Big Combo), regia di Joseph H. Lewis (1955)
- L'astronave atomica del dottor Quatermass (The Quatermass Xperiment), regia di Val Guest (1955)
- Ore di angoscia (A Cry in the Night), regia di Frank Tuttle (1957)
- I vampiri dello spazio (Quatermass 2), regia di Val Guest (1957)
- I quattro pistoleros (Escape from Red Rock), regia di Edward Bernds (1957)
- Cowboy, regia di Delmer Daves (1958)
- Juke Box Rhythm, regia di Arthur Dreifuss (1959)
- Sacro e profano (Never So Few), regia di John Sturges (1959)
- La ragazza della stanza n. 13 (Girl in Room 13), regia di Richard E. Cunha (1960)
- Il mattatore di Hollywood (The Errand Boy), regia di Jerry Lewis (1961)
- Pranzo di Pasqua (The Pigeon That Took Rome), regia di Melville Shavelson (1962)
- La maledizione della mosca (Curse of the Fly), regia di Don Sharp (1965)
- Voli, amore e paracadutismo (How to Stuff a Wild Bikini), regia di William Asher (1965)
- The Fat Spy, regia di Joseph Cates (1966)
- Waco una pistola infallibile (Waco), regia di R.G. Springsteen (1966)
- Gammera the Invincible, regia di Sandy Howard e Noriaki Yuasa (1966)
- Agguato nel sole (Hostile Guns), regia di R.G. Springsteen (1967)
- I cinque draghi d'oro (Five Golden Dragons), regia di Jeremy Summers (1967)
- Gioco d'azzardo (Rogues' Gallery), regia di Leonard Horn (1968)
- Colpi di dadi, colpi di pistola (Arizona Bushwhakers), regia di Lesley Selander (1968)
- Pit Stop, regia di Jack Hill (1969)

### Televisione
- The Chevrolet Tele-Theatre – serie TV, 1 episodio (1949)
- Pulitzer Prize Playhouse – serie TV, 1 episodio (1950)
- Missione pericolosa (Dangerous Assignment) – serie TV, 40 episodi (1952)
- The Motorola Television Hour – serie TV, 1 episodio (1953)
- Medallion Theatre – serie TV, 1 episodio (1954)
- Star Stage – serie TV, 1 episodio (1955)
- Climax! – serie TV, 2 episodi (1955)
- Damon Runyon Theater – serie TV, episodio 2x07 (1955)
- Kraft Television Theatre – serie TV, 1 episodio (1956)
- Studio One – serie TV, 1 episodio (1956)
- The Ford Television Theatre – serie TV, 2 episodi (1955-1956)
- Lux Video Theatre – serie TV, 3 episodi (1953-1956)
- Crossroads – serie TV, episodi 1x07-1x33-2x17 (1955-1957)
- The DuPont Show of the Month – serie TV, episodio 1x03 (1957)
- Gli uomini della prateria (Rawhide) – serie TV, episodio 1x06 (1959)
- Carovane verso il West (Wagon Train) – serie TV, 1 episodio (1959)
- Hotel de Paree – serie TV, 1 episodio (1959)
- The Texan – serie TV, 2 episodi (1959)
- June Allyson Show (The DuPont Show with June Allyson) – serie TV, episodio 1x22 (1960)
- I racconti del West (Zane Grey Theater) – serie TV, 1 episodio (1960)
- The Red Skelton Show – serie TV, 1 episodio (1960)
- Corruptors (Target: The Corruptors) – serie TV, episodio 1x15 (1962)
- Saints and Sinners – serie TV, 1 episodio (1962)
- The DuPont Show of the Week – serie TV, 1 episodio (1964)
- Perry Mason – serie TV, 1 episodio (1966)
- Tre nipoti e un maggiordomo (Family Affair) – serie TV, episodio 1x15 (1967)

## Doppiatori italiani
- Emilio Cigoli in La via dei giganti, Partita d'azzardo, La vendetta dei Dalton, I cavalieri del cielo, Terra selvaggia, Io la difendo, L'isola della gloria, La chiave di vetro, Forzate il blocco, Il miracolo del villaggio, I forzati del mare, I conquistatori, Il virginiano, Il bacio della morte, Un sudista del Nord, Jack il ricattatore, I vampiri dello spazio, Cowboy, Sacro e profano, Il mattatore di Hollywood
- Giorgio Capecchi in Jess il bandito, La grande missione, Scheherazade, La donna che volevano linciare, La polizia bussa alla porta
- Luigi Pavese in La valle dei bruti, Ore di angoscia
- Mario Besesti in Beau Geste
- Nino Pavese in Anche i boia muoiono
- Bruno Persa in L'incendio di Chicago (ridoppiaggio 1950)
- Lauro Gazzolo in L'impero dei gangster
- Ivo Garrani in L'astronave atomica del dottor Quatermass
- Riccardo Mantoni in Waco, una pistola infallibile
- Massimo Dapporto in Il grande McGinty (doppiaggio tardivo)
- Sergio Fiorentini in La maledizione della mosca (doppiaggio tardivo)
- Manlio De Angelis in Jess il bandito (ridoppiaggio)
- Giorgio Lopez in La chiave di vetro (ridoppiaggio)
- Piero Leri in Il virginiano (ridoppiaggio 1989)
- Nino Prester in Il virginiano (ridoppiaggio 2003)

## Riconoscimenti
Premi Oscar 1940 – Candidatura all'Oscar al miglior attore non protagonista per Beau Geste